# Eugryllacris
Eugryllacris is een geslacht van rechtvleugeligen uit de familie Gryllacrididae. De wetenschappelijke naam van dit geslacht is voor het eerst geldig gepubliceerd in 1937 door Karny.

## Soorten
Het geslacht Eugryllacris omvat de volgende soorten:
- Eugryllacris comotti Griffini, 1908
- Eugryllacris loriae Griffini, 1908
- Eugryllacris malaccensis Griffini, 1908
- Eugryllacris moesta Brunner von Wattenwyl, 1888
- Eugryllacris moestissima Brunner von Wattenwyl, 1888
- Eugryllacris panteli Bolívar, 1900
- Eugryllacris poultoniana Griffini, 1909
- Eugryllacris princeps Stål, 1877
- Eugryllacris ruficeps Serville, 1831
- Eugryllacris sarawaccensis Karny, 1928
- Eugryllacris sordida Fritze, 1908
- Eugryllacris vaginalis Pictet & Saussure, 1893
- Eugryllacris viridescens Walker, 1870
- Eugryllacris vittipes Walker, 1869